# Kenneth Ring
Kenneth Ring (San Francisco, 13 dicembre 1935) è uno psicologo statunitense.

## Biografia
Professore emerito di Scienze Psicologiche all'Università del Connecticut e ricercatore nel campo delle esperienze pre-morte, è stato cofondatore ed ex presidente della International Association for Near-Death Studies, è stato anche il fondatore e primo direttore della rivista accademica Journal of Near-Death Studies, pubblicazione ufficiale dell'associazione.
Nativo di San Francisco, risiede a Kentfield, in California. Il suo primo volume Life at Death fu pubblicato dalla William Morrow and Company  nel 1980, seguito quattro anni più tardi da Reading Toward Omega. Entrambi i testi riguardano interviste a protagonisti di presunte esperienze pre-morte, che riferiscono anche in che modo le loro esistenze siano cambiate a seguito di simili eventi.
Nel 2008 si recò in Israele per protestare contro i bombardamenti della striscia di Gaza, considerati una reazione del tutto sproporzionata rispetto agli attacchi di Hamas. Tre anni più tardi pubblicò il libro intitolato  Letters from Palestine.